# Roméo Dallaire
Roméo Dallaire (Denekamp, 25 juni 1946) is een Canadees senator, humanitair werker, schrijver en generaal buiten dienst.
Hij is met name bekend als de commandant van de VN-missie in Rwanda, UNAMIR, ten tijde van de Rwandese Genocide van 1993 tot 1994.
Dallaire is getrouwd met Elizabeth Dallaire en heeft drie kinderen (Willem, Catherine en Guy).

## Jeugd
Dallaire werd geboren in Denekamp (Nederland) als zoon van de Canadese onderofficier Roméo Louis Dallaire en de Nederlandse verpleegkundige Catherine Vermaessen en groeide op in Montréal.
In 1963 meldde hij zich aan bij het Canadese leger en volgde een opleiding aan Le Collège militaire royal de Saint-Jean, die hij in 1969 voltooide met de titel Bachelor of Science. Hierna heeft hij in verschillende onderdelen van het Canadese leger gewerkt, waaronder The Royal Regiment of Canadian Artillery. Hij gaf leiding aan de 5th Canadian Light Artillery Regiment en op 3 juli 1989 werd hij gepromoveerd tot brigadegeneraal. Daarna leidde hij de 5th Canadian Mechanized Brigade Group. Dallaire is ook commandant geweest van Le Collège Militaire Royal de Saint-Jean van 1990 tot 1993.

## Rwanda

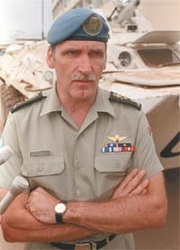
Roméo Dallaire tijdens UNAMIR

In 1993 werd Dallaire aangewezen als de leider van UNAMIR. Rwanda was de jaren daarvoor verwikkeld in een burgeroorlog. Daar kwam echter een einde aan dankzij de Arusha-akkoorden. Het mandaat van UNAMIR was om de overdracht van de macht naar de nieuwe Rwandese regering te overzien.
In de nacht van 6 op 7 april 1994 werd het vliegtuig waarin de Rwandese president Juvénal Habyarimana zat, neergeschoten bij het vliegveld van Kigali. Dit werd gevolgd door het vermoorden van Tutsi's en gematigde Hutu's door Hutu-extremisten, met hulp van de Rwandese regering. Dallaire gaf opdracht aan tien Belgische paracommando's om de nieuwe president, Agathe Uwilingiyimana, te beschermen. De paracommando's werden echter onderschept en gegijzeld door Hutu-extremisten, waarna Madame Agathe en haar man werden vermoord. Later die dag werden de Belgische paracommando's dood gevonden. België was kwaad, omdat Dallaire zijn paracommando's in gevaar had gebracht, België trok hierop zijn blauwhelmen terug.
Aangezien de situatie in Rwanda in hoog tempo verslechterde, vroeg Dallaire om een verandering in het mandaat en om logistieke ondersteuning en extra mankrachten voor UNAMIR. De VN-Veiligheidsraad koos voor een andere visie en besloot om UNAMIR's mankracht tot 260 man terug te brengen.
Ten gevolge van de Belgische terugtrekking, verplaatste Dallair de Ghanese, Tunesische en Bengaalse soldaten naar stedelijke gebieden en zette hen in om 'veilige zones' te creëren.
Terwijl de genocide voortduurde veranderde de VN-Veiligheidsraad van koers en stemde in met een UNAMIR II-missie bestaande uit 5500 man. Deze manschappen begonnen te arrivereren vanaf juni 1994.
De genocide, waarvan nu bekend is dat deze maanden eraan voorgaand is georganiseerd, duurde 100 dagen. In die tijd werden ongeveer 1 miljoen mensen vermoord en vluchtten er twee miljoen mensen. De genocide eindigde toen de Tutsi RPF de controle over Rwanda verkreeg op 18 juli 1994.

## Na Rwanda

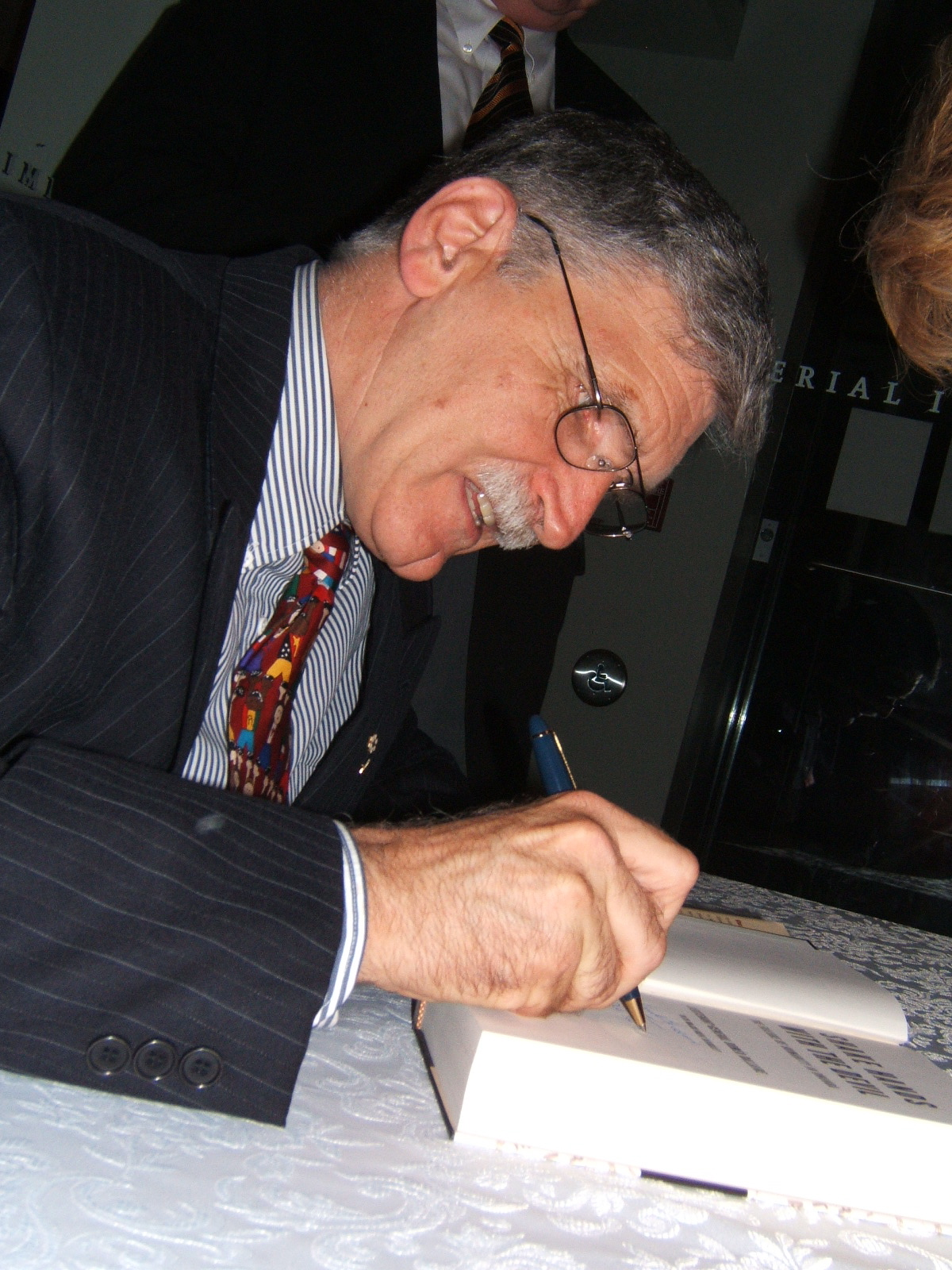
Roméo Dallaire signeert zijn boek Shake Hands with the Devil

In 1996 werd Dallaire officier in de Legion of Merit van de Verenigde Staten, een hoge militaire onderscheiding, voor zijn werk in Rwanda.
Op 22 april 2000 werd Dallaire op medische gronden ontslagen uit het Canadese leger, als gevolg van een posttraumatische stressstoornis. Op dat moment had hij de rang van luitenant-generaal.
Dallaire gaf zichzelf de schuld van de mislukkingen van de UNAMIR-missie en dit leidde tot een negatieve spiraal. Op 20 juni 2000 werd hij gevonden in het park in Hull (Québec). Hij verkeerde in een slechte toestand, mede ten gevolge van de antidepressiva. Hij raakte hierbij bijna in een coma. Dit had tot gevolg dat er een debat op gang kwam over de "rules of engagement" van VN-vredesmissies.
Hierna begon Dallaire te schrijven aan zijn boek en gaf hij lezingen over zijn ervaringen. Later heeft hij aangeven dat gedurende die moeilijke periode hij meerdere pogingen tot zelfdoding heeft gedaan. Dit boek werd uitgebracht in 2003 en is getiteld Shake Hands with the Devil: The Failure of Humanity in Rwanda. Bij het schrijven van dit boek werd hij geholpen door majoor Brent Beardsley, zijn rechterhand in Rwanda. Dit boek heeft een tweetal onderscheidingen gewonnen, de Shaughnessy Cohen Award for Political Writing en de 2004 Governor General's Awards.
In 2005 werd er een film Shake Hands with the Devil: The Journey Of Roméo Dallaire uitgebracht dat is gebaseerd op dit boek.
In januari 2004 getuigde Dallaire in het Internationaal Strafhof voor Rwanda tegen kolonel Théoneste Bagosora.
In Canada wordt Dallaire gezien als een held die uit alle macht probeerde het bloedvergieten in Rwanda te stoppen. In 2004 eindigde hij als 16e op de lijst van De grootste Canadees, de hoogste positie voor een militair.
Van 25 maart 2005 tot 17 juni 2014 vertegenwoordigde Dallaire de provincie Québec in de Canadese Senaat voor de Liberal Party of Canada.
Dallaire ontving eredoctoraten met betrekking tot rechten van de St. Thomas Universiteit, Boston College, de Universiteit van Calgary, de Athabasca Universiteit, de Trent Universiteit, de Universiteit van Victory en de Simon Fraser Universiteit. Daarnaast ontving hij een eredoctoraat met betrekking tot humanisme van de Universiteit van Lethbridge.

## Voetnoten
1. ↑  Roméo Dallaire & Brent Beardsley Shake Hands with the Devil: The Failure of Humanity in Rwanda, uitg. Random House Canada, Toronto (2003) ISBN 0-679-31171-8 en ISBN 978-0-679-31171-3
2. ↑  Peter Raymont Shake Hands with the Devil: The Journey of Roméo Dallaire (2005).

- Bibsys: 4066935
- Bibliothèque nationale de France: cb16588858z (data)
- CiNii: DA1604197X
- Gemeinsame Normdatei: 128818530
- International Standard Name Identifier: 0000 0000 7375 3995
- Library of Congress Control Number: no2003054848
- Bibliotheek van het Japanse parlement: 01104130
- Nationale Bibliotheek van Tsjechië: xx0069679
- Nationale Bibliotheek van Israël: 987007399707905171
- Nederlandse Thesaurus van Auteursnamen: 262287382
- Réseau des bibliothèques de Suisse occidentale: 02-A009624594
- Système universitaire de documentation: 077275853
- Virtual International Authority File: 69991242
- WorldCat: E39PBJpdT6xMVj3k8RmRXkCvpP